# Crotus
Crotus egy kitalált szereplő, démon a Marvel Comics képregényeiben. Első megjelenése az X-Terminators első számában volt 1988 októberében. A karaktert Louise Simonson és Jon Bogdanove alkotta meg.
Crotus csupán néhány alkalommal jelenik meg az „Infernó” című történetben, mint a Földet leigázni készülő N’astirh nevű démonvezér egyik szolgája. Karaktere alig néhány megjelenése alatt írónként és rajzolónként sokban eltért. Egyszer inkább mint fajtája szerencsétlen képviselője jelenik meg, a szánalomra méltó hataloméhes démon, akinek semmi sem sikerül. Máskor viszont kegyetlen, valóban démoni oldala kerül előtérbe.

## A kitalált karakter története
Crotus a Limbó nevű démoni zsebdimenzió egyik nagy hatalmú mágusának N’astirhnek a szolgálja volt. Mikor mestere az Infernó során megtámadta a Földet, ő is az elsők között volt aki mesterével a Földre érkezett, hogy előkészítsék a démonseregek támadását. Elsődleges feladta az volt, hogy mutáns gyermekeket gyűjtsön egy mágikus rituáléhoz. Harcba csak ritkán bocsátkozott csekély ereje miatt.
Az invázió során rátalált az Infernó hatására eleven kirakati bábuvá változott Rachel Summersre, a Főnix Erő hordozójára. Crotus feleségül akarta venni a tehetetlen Rachelt, de Árnyék időben megszakította a ceremóniát, így Crotus nem tudta magához láncolni a lányt és annak erejét.
Valamikor ember volt, de ami az erejét illeti az Inferno elcsábította őt, és gipszes rugalmas szoborrá változtatta. Rossz Főnixnek, jó Crotusnak! A mester könyvében levő varázslatokkal össze tudom kötni a Főnixet az én akaratommal! És azzal az erővel Crotus fog uralni… mindent! Hát nem jó lesz? Mosolyogsz, ez azt jelenti egyetértesz.  Crotus nagyon boldog!
Crotus túlélte az Infernó és egy sivatagba menekült Balesco varázskönyvével, ahol újra meg akarta nyitni az átjárót a Limbó és a Föld között a könyv és egy számítógép segítségével. A kapu megnyitásához két megmaradt társával megpróbálta feláldozni Kardot és Köpenyt, de a kísérlet során Kard végzett Crotussal.